# Jaime Muñoz-Delgado y Díaz del Río
Jaime Muñoz-Delgado y Díaz del Río (Las Palmas de Gran Canària, 11 de juliol de 1952) és un militar espanyol, expert en submarins, que, entre juliol de 2012 i març de 2017, va ostentar la prefectura d'Estat Major de l'Armada Espanyola.

## Carrera militar
Va ingressar a l'Armada l'any 1971 i fou promogut a l'ocupació d'alferes de navili el 16 de juliol de 1976. Va ascendir a tinent de navili en 1979, a capità de corbeta en 1989, a capità de fragata en 1996 i a capità de navili al novembre de 2001. L'octubre de l'any 2005 és promogut a contraalmirall i a vicealmirall en juliol de l'any 2008. El gener de 2012, ascendeix a l'ocupació d'almirall.
Entre els seus destins embarcat destaquen les fragates Andalucía i Vicente Yáñez Pinzón, els submarins Marsopa, Tonina, Siroco i Narval. Va ser Segon Comandant del submarí Galerna (classe Galerna) i de la corbeta Vencedora en la que va participar en la Guerra del Golf desplegat al Mar Roig de gener a maig de 1991. Ha estat Comandant del patruller Bergantín, del submarí Siroco on fou desplegat en l'operació Sharp Guard a l'Adriàtic, i va ser el primer submarí que ha participat en una operació de manteniment de la pau. Exercint de Capità de Fragata ha manat el buc de desembarcament Hernán Cortés on també va participar en nombroses missions de pau en les operacions especialment a les Charlie Sierra i Sierra Kilo. Va ser nomenat cap de la Flotilla, Base i Escola de Submarins a l'abril de 2004 i va romandre en aquesta destinació fins al seu ascens a contraalmirall a l'octubre de 2005.
Entre les seves destinacions en terra destaquen l'Estat Major de la Flotilla de Submarins, Estat Major del Comandament Operatiu Naval i Cap de la Secció de Doctrina de la Direcció de Doctrina i Planes de Personal, l'actual Direcció de personal. Des del seu ascens a almirall ha exercit en el de contraalmirall el lloc de cap de l'Òrgan Auxiliar de la Prefectura del Suport Logístic.
Com a vicealmirall va exercir els càrrecs de director de Manteniment de la Prefectura del Suport Logístic, i Almirall Cap de l'Arsenal de Cartagena. Actualment exerceix el càrrec d'almirall cap del Suport Logístic de l'Armada.
És especialista en Submarins i Comunicacions. Diplomat en Guerra Naval, curs que va efectuar a Greenwich (Regne Unit), sent l'últim curs específic d'aquella escola, i posteriorment convalidat a l'Escola de Guerra Naval espanyola. Ha assistit així mateix a diferents cursos a l'estranger i al Centre Superior d'Estudis de la Defensa Nacional (CESEDEN).
El 27 de juliol de 2012, el BOE recollia el seu nomenament com cap d'Estat Major de l'Armada. Va ser rellevat del càrrec el 31 de març de 2017, assistint a la presa de possessió del seu successor l'almirall general López Calderón.

## Honors i condecoracions
Orde de Sant Hermenegild:
- Gran creu
- Creu
- Encomana i Placa

Orde del Mèrit Naval:
- Gran Creu amb distintiu blanc
- Cinc Creus

 Orde al Mèrit de la Guàrdia Civil:
- Gran Creu [8]
- Creu de Plata

 Legió d'Honor:
- Oficial i Cavaller

 Orde Creu Peruana al Mèrit Naval:
- Gran Creu amb distintiu blanc [9]

Medalla de l'Alliberament de Kuwait:
- Medalla

 Medalla OTAN:
- Medalla

 Medalla de la Unió Europea Occidental:
- Medalla

 Orde del Mèrit Policial:
- Creu amb distintiu blanc [10]

Dues mencions honorífiques senzilles.